# Tauramena

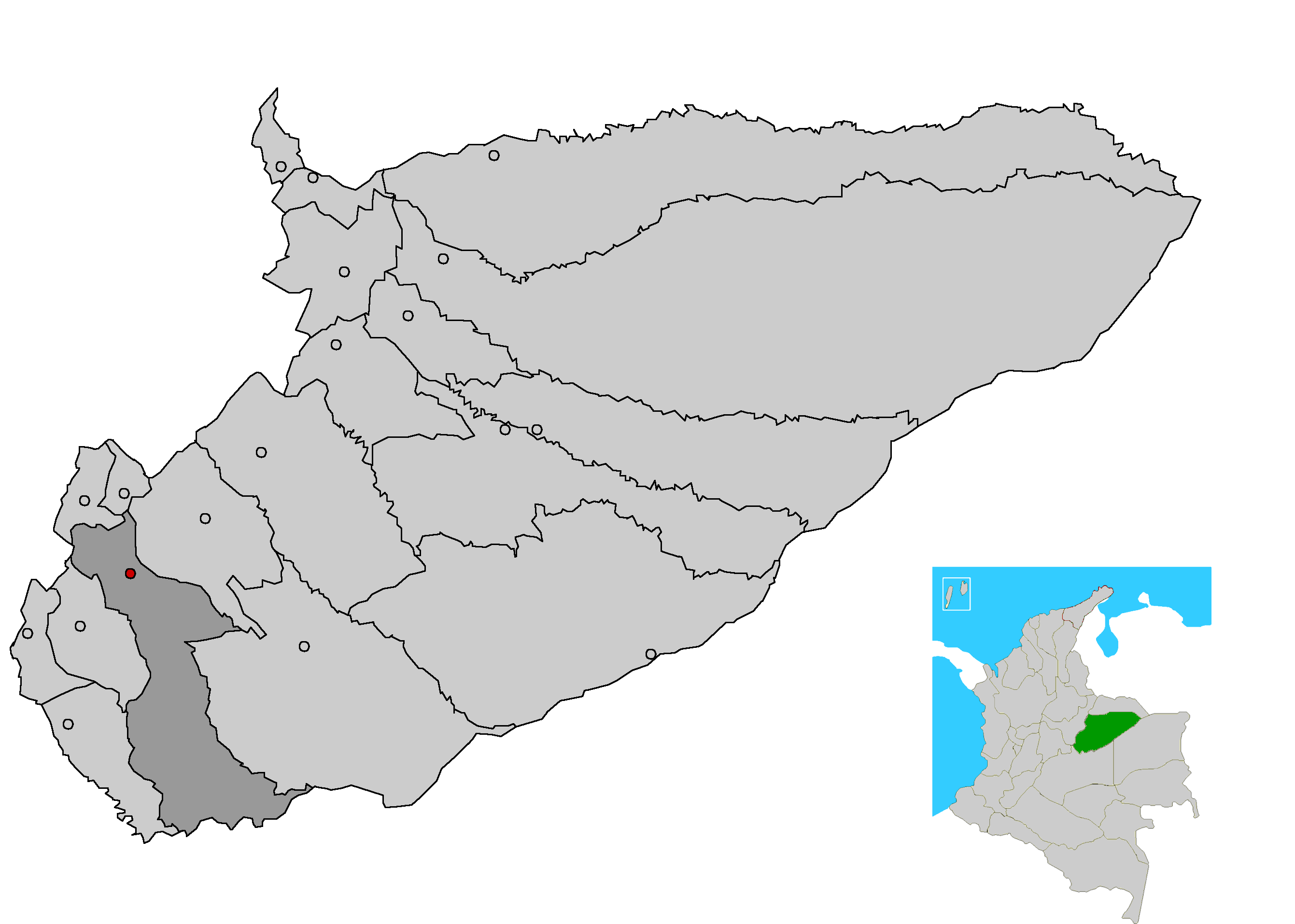
MunsCasanare Tauramena

Tauramena é um município da Colômbia, localizado no departamento de Casanare.